# Aeroporto Deolinda Rodrigues
O Aeroporto Deolinda Rodrigues, também conhecido como Aeroporto de Saurimo  (anteriormente Aeroporto da Vila Henrique de Carvalho), é um aeroporto situado em Saurimo, em Angola.
A pista têm 3.400 metros de comprimento e 45 metros de largura.
Construído na década de 1950, inicialmente funcionava em uma pista precária até que foi transformado no Aeródromo-Base nº 4 (AB.4) da Força Aérea Portuguesa.
Homenageia a Deolinda Rodrigues Francisco de Almeida, líder intelectual anticolonial, feminista, escritora e radialista angolana, considerada mártir dentro do processo de independência da nação.